# Five Nights at Freddy's: The Silver Eyes
Five Nights at Freddy's: The Silver Eyes est un roman d'horreur de 2015 écrit par Scott Cawthon et Kira Breed-Wrisley. Il est basé sur la série de jeux vidéo à succès Five Nights at Freddy's. Il aura également 2 suites, The Twisted Ones et The Fourth Closet, faisant partie de la première série de romans Five Nights at Freddy's.
L'histoire se déroule dix ans après une série de tragiques disparitions d'enfants dans la pizzeria Freddy Fazbear's Pizza. Charlie, la fille de l'homme qui a conçu les animatroniques de la pizzeria, retourne dans sa ville natale pour une réunion d'anciens élèves avec ses amis d'enfance, John, Jessica, Carlton, et d'autres. Lorsqu'ils décident de visiter l'ancienne pizzeria abandonnée, ils découvrent que les animatroniques sont encore sur place, mais quelque chose ne va pas. Les animatroniques sont étrangement animés et hostiles, semblant être contrôlés par une force mystérieuse liée aux événements tragiques du passé.

## Histoire
En 1995, 10 ans après la disparition de Michael Brooks et de quatre autres enfants inconnus, Charlie Emily (ou Charlotte), dont le père a possédé le restaurant, et ses amis d'enfance se retrouvent pour l'anniversaire de la tragédie et décident de se rendre à la vieille pizzeria abandonnée Freddy Fazbear's Pizza (qui sert de cadre au jeu vidéo), qui a été abandonnée pendant 10 ans. Une fois avoir trouvé un moyen d'entrer, ils se rendent compte que les choses ne sont pas ce qu'elles censaient être, et que les robots animatroniques qui autrefois divertissaient les clients ont maintenant un sombre secret... et un programme meurtrier.

## Réception
Le livre a bien été reçu par les fans du jeu vidéo originale.
Toutefois, certains fans ont été déçus car le livre n'a pas expliqué les mystères derrière le jeu. En effet, il s'agit d'une histoire totalement différente comparée aux jeux.